# El recreo (programa de televisión)
El Recreo fue un programa infantil de TVE emitido en la temporada 1977-1978 los sábados en horario matinal.

## Formato
Estrenado el 23 de septiembre de 1977, fue un espacio sucesor de La casa del reloj y sobre todo de La Guagua, y contó con algunos de los actores de este último.
El programa, con un tono didáctico, se estructuraba en torno a la figura de su conductor, Torrebruno, que amenizaba las dos horas de duración con sus canciones, sketches y juegos. Estaba acompañado por las actrices Paula Gardoqui (interpretando a Pauloca, una reina malvada, con una estética inspirada en la madrastra de Blancanieves) y Mirta Bonet, en el papel de Betún.
El programa contaba también con la presencia de Juan Tamariz y sus trucos de magia.